# Dominique Tholey
Dominique Tholey (* 6. Juni 1989) ist ein deutscher Basketballspieler, der bei den Conlog Baskets Koblenz unter Vertrag steht.

## Karriere
Tholey fing mit Basketball beim 1. Regionalligisten Tus Treis-Karden an. 2006 wechselte er auf das Internatsgymnasium Schloss Hagerhof in Bad Honnef, das in Kooperation mit den SOBA Dragons Rhöndorf steht. 2007 und 2008 stand er mit dem NBBL-Team Bonn/Rhöndorf unter den Top 4 der NBBL. Der 2,01 m große Spieler stand 2009 beim Pro-B-Ligisten SOBA Dragons Rhöndorf unter Vertrag. Drei Jahre spielte er in Treis-Karden, bevor er sich dem Projekt „Mission 15/20“ in Koblenz anschloss und zwei Jahre in Folge von der Oberliga bis in die 1. Regionalliga aufstieg.
Die Saison 2016/2017 sollte Tholey eigentlich aus beruflichen Gründen für die Basketballer des TuS Treis-Karden spielen, nach einer Verletzungspause wegen eines Bänderrisses, den er sich im Oktober 2017 zuzog, wechselte er nach drei Spielen allerdings wieder zu den Conlog Baskets Koblenz und unterschrieb dort einen 2-Jahres-Vertrag.

## Stationen
- Tus Treis-Karden (2003–2006)
- SOBA Rhöndorf (2006–2009)
- Tus Treis-Karden (2009–2013)
- Koblenz Baskets (seit 2013)

## Erfolge
- Landesauswahl Nordrhein-Westfalen
- 3. Platz NBBL Top 4 2007
- 4. Platz NBBL Top 4 2008
- 1. Platz 2. Regionalliga Südwest/Nord, Aufstieg in die 1. Regionalliga
- 2. Platz Regionalliga Südwest
- Pokalsieger Rheinland-Pfalz 2014/2015 + MVP
- 3. Platz Regionalliga Südwest
- 1. Platz 2. Regionalliga Südwest/Nord 2017/2018